# 旅路 村でいちばんの首吊りの木
『旅路 村でいちばんの首吊りの木』（たびじ むらでいちばんのくびつりのき）は、1986年制作の日本のサスペンス映画。辻真先原作の短篇小説（1986年、中央公論社刊）の映画化。神山征二郎監督。

## あらすじ
名古屋のあるマンションの一室で、この部屋に住む晴子という女性が手首を切り落とされた死体で発見された。警察は事件の重要参考人として寺岡弘一という男の行方を追うが、奥飛騨の小さな村に住む彼の母親・美佐子は息子の無実を信じていた。
だが、彼女から手紙を受け取った東大受験を目指すため東京の女子高に通う美佐子の娘で弘一の妹の紀美子はある疑念を抱く。やがて、美佐子と紀美子の手紙のやりとりの中で、事件の真相が解明されていく。

## キャスト
- 寺岡美佐子：倍賞千恵子
- 寺岡紀美子：早見優
- 深見：蟹江敬三
- 筒井：織本順吉
- 幸子の夫：浜田晃
- 駐在の巡査：樋浦勉
- 幸子：二木てるみ
- 管理人：桜井センリ
- 民芸品の主人：内藤武敏
- 寺岡弘一：長谷有洋
- 久留島晴子：桜井ゆうこ
- 紀美子のルームメイト：冨永みーな
- 西尾刑事：安藤一夫
- 谷山：ハナ肇
- 富子：河内桃子
- 道夫：長門裕之
- 袋田警部：梅宮辰夫

## スタッフ
- 監督：神山征二郎
- 脚本：橋本信吾、橋本忍
- 原作：辻真先
- 企画：森谷司郎、橋本信吾
- 製作：橋本忍
- プロデューサー：川鍋兼男
- 撮影：南文憲
- 音楽：針生正男
- 編集：近藤光雄